# Adelheid I. (Quedlinburg)

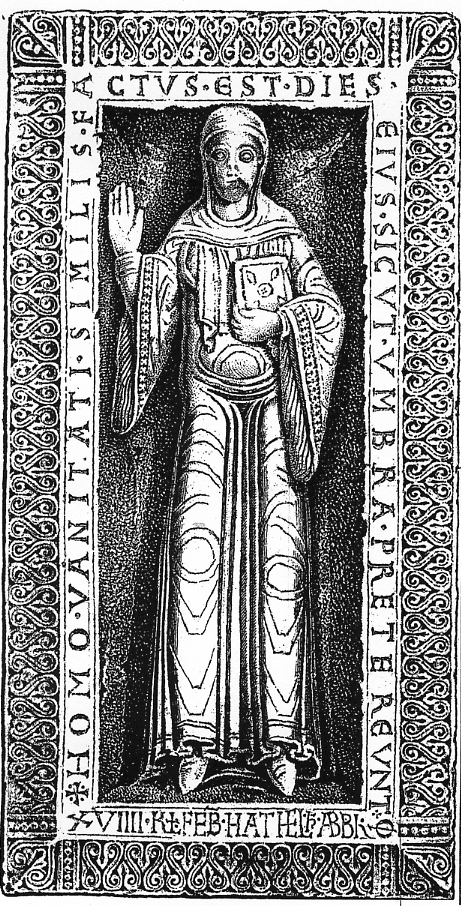

Adelheid I. (* 977; † 14. Januar 1044 in Quedlinburg), die dritte Tochter Kaiser Ottos II. und seiner Gemahlin Theophanu, war die zweite Äbtissin des Stiftes Quedlinburg.

## Leben
Adelheid wurde von ihrer Tante Mathilde, Tochter Ottos des Großen, der ersten Äbtissin von Quedlinburg, erzogen. Ihre Eltern bestimmten, dass sie ein geistliches Leben führen sollte. Doch im Alter von sieben Jahren wurde die kleine Adelheid 984 von Anhängern des rebellischen bayrischen Herzogs Heinrich II., dem Zänker entführt, um diesem als politischer Faustpfand zu dienen. Schließlich musste der Herzog sie aber wieder der Obhut ihrer Familie übergeben.
Seit dem Jahr 995 lebte Adelheid als Kanonissin in Quedlinburg. Nach dem Tod ihrer Tante Mathilde am 7. Februar 999 wurde sie zu ihrer Nachfolgerin gewählt. Am Michaelistag desselben Jahres wurde die Wahl wiederholt und sie selbst von Bischof Arnulf in Gegenwart anderer Bischöfe und vieler weltlicher Großer als Äbtissin geweiht. Von 999 bis 1044 stand sie dem Stift Quedlinburg vor. In den Jahren von 1014 bis 1043 war sie zudem die Äbtissin der vereinigten Stifte von Gernrode und Frose und übernahm zur selben Zeit auch die Leitung des Stiftes Vreden.
Als ihre Schwester Sophia, Äbtissin von Gandersheim, gestorben war († 27. Januar 1039), wurde sie auch von diesem Konvent gewählt. Da aber Kaiser Konrad II. mit dieser Wahl nicht einverstanden war, wurde sie erst nach dessen Tode in ihr Amt eingeführt. Von dem Jahr 1039 an war sie auch Äbtissin des Stiftes Gandersheim. 
Das Stift Quedlinburg erhielt unter ihr Schenkungen ihres Bruders, Kaiser Ottos III. und dessen Nachfolgers Kaiser Heinrichs II., beide Kaiser verlebten wiederholt auch hohe Festtage in Quedlinburg. Die Jahrbücher von Quedlinburg berichten zum Jahr 1021 ausführlich die Einweihung der Stiftskirche und deren Altäre in Gegenwart des Kaisers durch den Bischof Arnulf von Halberstadt, den Erzbischof Gero von Magdeburg und andere Bischöfe.
Adelheids Todesjahr ist nicht sicher, die Angaben schwanken zwischen 1040 und 1044.